# 菊地啓夫
菊地 啓夫（きくち ひろお、1952年（昭和27年）9月22日 - ）は、日本の政治家。元宮城県岩沼市長（2期）。

## 来歴
宮城県岩沼市出身。東北学院大学経済学部卒業。1975年（昭和50年）、岩沼市役所に入庁。2011年（平成23年）1月から2014年（平成26年）4月末まで副市長に奉職した。
2014年（平成26年）6月1日告示、6月8日投票の岩沼市長選挙に無所属（自由民主党・公明党推薦）で出馬し、無投票で当選。6月23日、市長就任。2018年、無投票で再選。
2022年3月9日、三選目に出馬せず任期満了での引退を表明。